# Carrer de la Força (Girona)
El carrer de la Força és un carrer del municipi de Girona que forma part de l'Inventari del Patrimoni Arquitectònic de Catalunya tant en el seu conjunt com alguns dels seus habitatges de manera singular. El carrer de la Força està situat al cor del barri vell i n'és la via més coneguda i transitada. El seu recorregut, estret i costerut, enllaça el carrer de Bonaventura Carreras i Peralta amb la plaça de la Catedral i per la banda dreta amb un seguit de petits carrerons (Oliva i Prat, Sant Llorenç, pujada de la Catedral i Cúndaro), que antigament configuraven el nucli bàsic del call jueu. A cada costat encara resten en peu interessants casals d'època medieval i moderna. Està pavimentat amb llambordes.

## Història del carrer
Sembla que el nom més antic pel qual es coneix aquest carrer és el de Callís, ben aviat canviat pel carrer del Call al segle xii, en constituir el sector de la ciutat habitat pels jueus. A partir del segle xiv s'imposa el de "carrer de Sant Llorenç", denominació que és emprada en el cens de la població de l'any 1462. Aquesta darrera accepció es continuà emprant fins a mitjan segle xvii, quan es generalitzà el de "carrer de la Força", encara que en molts moments se'n reconeix un ús doble. En realitat, el nom de la Força va servir durant molt temps per denominar tota la ciutat vella limitada pel recinte emmurallat, i és lògic que el carrer n'heretés el nom, ja que era el principal de l'antiga ciutat. Durant molt de temps el carrer només tenia cases a la banda dreta, ja que tot el costat esquerre era emmurallat, com encara es pot veure a les restes del carrer de les Ballesteries.
A l'època romana era la via més important de la ciutat, ja que formava part de la Via Augusta que provenia del carrer dels Ciutadans i que més tard ultrapassava el portal de Sobreportes per dirigir-se cap als afores de Girona en direcció a França. Al llarg de l'edat mitjana tingué un paper cabdal en la defensa de la ciutat; n'és prova el setge de 1462, quan els murs de la Força impediren que les tropes de la Generalitat conquerissin la ciutat. Entre 1856 i 1857 s'enderrocà la torre i la Presó Reial, restes de l'antiga fortificació, cosa que delimità un nou espai que fou conegut com la plaça del Correu Vell, punt des d'on comença l'actual carrer de la Força.

## Edificis destacats
- Número 6: Casa Ribas i Crehuet
- Número 8: Casal Ferrer, o Tarrés, actual Museu d'Història dels Jueus
- Número 10: vegeu més avall
- Número 12: Casa de Sant Llorenç
- Número 13: Casa Sambola, o Burguès
- Número 14: Casa de la Impremta Franquet
- Número 16: Casa Vert
- Número 19: Casa Coll, o casa de la Barca
- Número 20: vegeu més avall
- Número 27: Casa Cartellà, actual Museu d'Història de la Ciutat

## Número 10

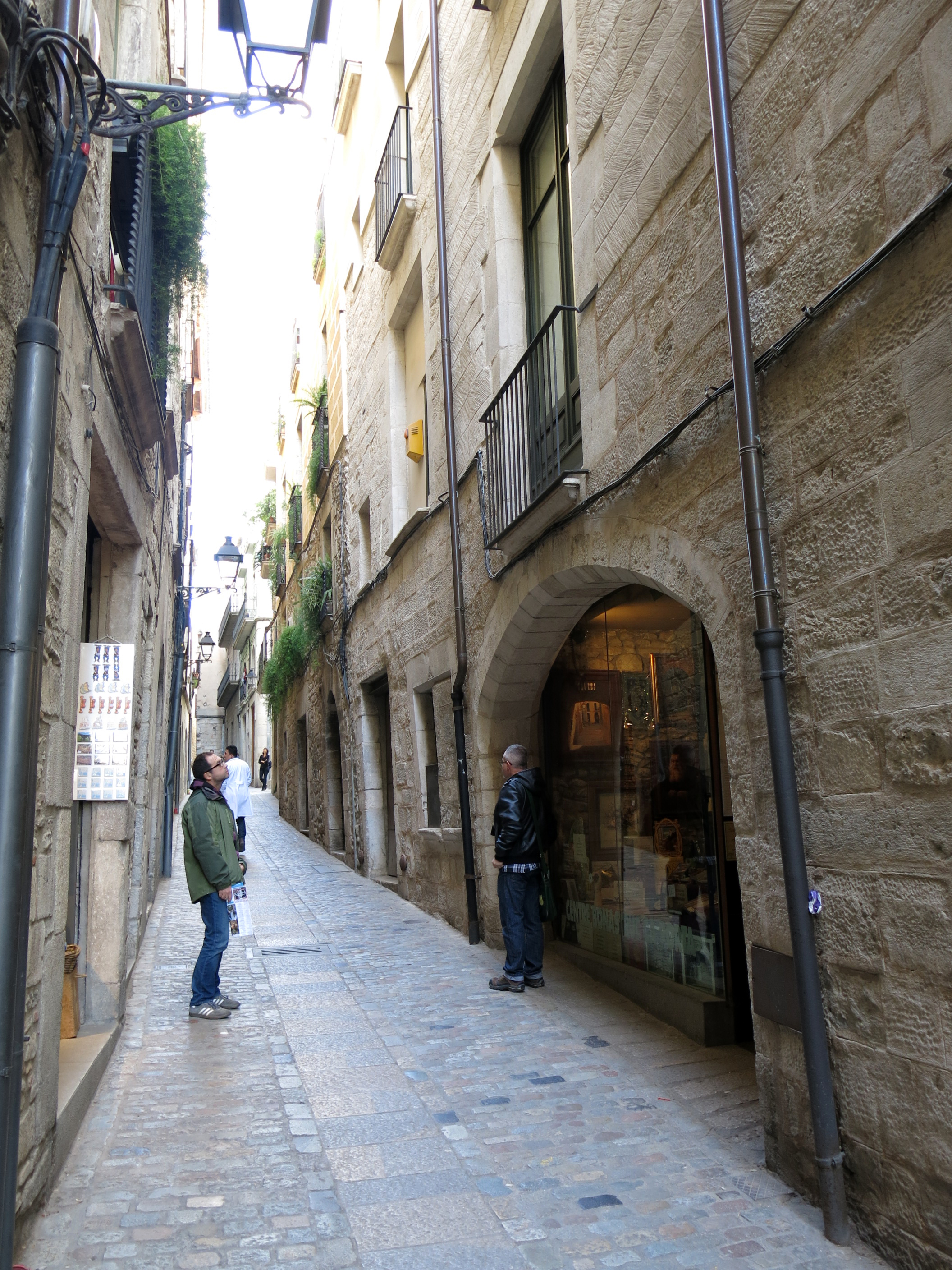
Habitatge al número 10 del carrer de la Força

L'edifici del número 10 del carrer de la Força, que fa cantonada amb el número 3 del carrer de Sant Llorenç, forma part de l'Inventari del Patrimoni Arquitectònic de Catalunya. És un edifici de planta baixa i quatre pisos, de façana arrebossada, on es veuen restes d'obertures tapiades i reaprofitades com a pedra de paret. De composició vertical, té quatre obertures a la planta baixa: una porta d'arc carpanell que havia estat tapiada, una finestra que ha catxat, una finestra de llinda planera de motiu floral i una porta de llinda planera. Els balcons tenen llindes planeres i brancals de pedra picada. El balcó del costat dret té una llinda de motiu floral aprofitada com a brancal. La façana es clou amb un ràfec de teula.
Abans del 1492 hi vivia el jueu Estruch Abraham del Portal. Passà per moltes mans després. La casa tenia la particularitat de disposar d'un carrer sense sortida, on hi abocaven les façanes dels habitatges dels jueus, que no podien donar a via cristiana. Abans del 1498 hi hagué un incendi a la Sinagoga que podria haver afectat la casa. El 1544 es comprà el carreró jueu paral·lel a la Força i es començà a edificar. A partir d'ací, la casa pertanyerà tant a la núm. 8 com a la núm. 12, cosa explicable si primitivament eren dos habitacles separats pel carreró sense sortida i pel portal que hi hagué quan pertanyia al Call jueu. El 1956 passà a ser una finca individual. El 1976 és comprada per Josep Tarrés, que la uní a la casa del número 8.

## Número 20

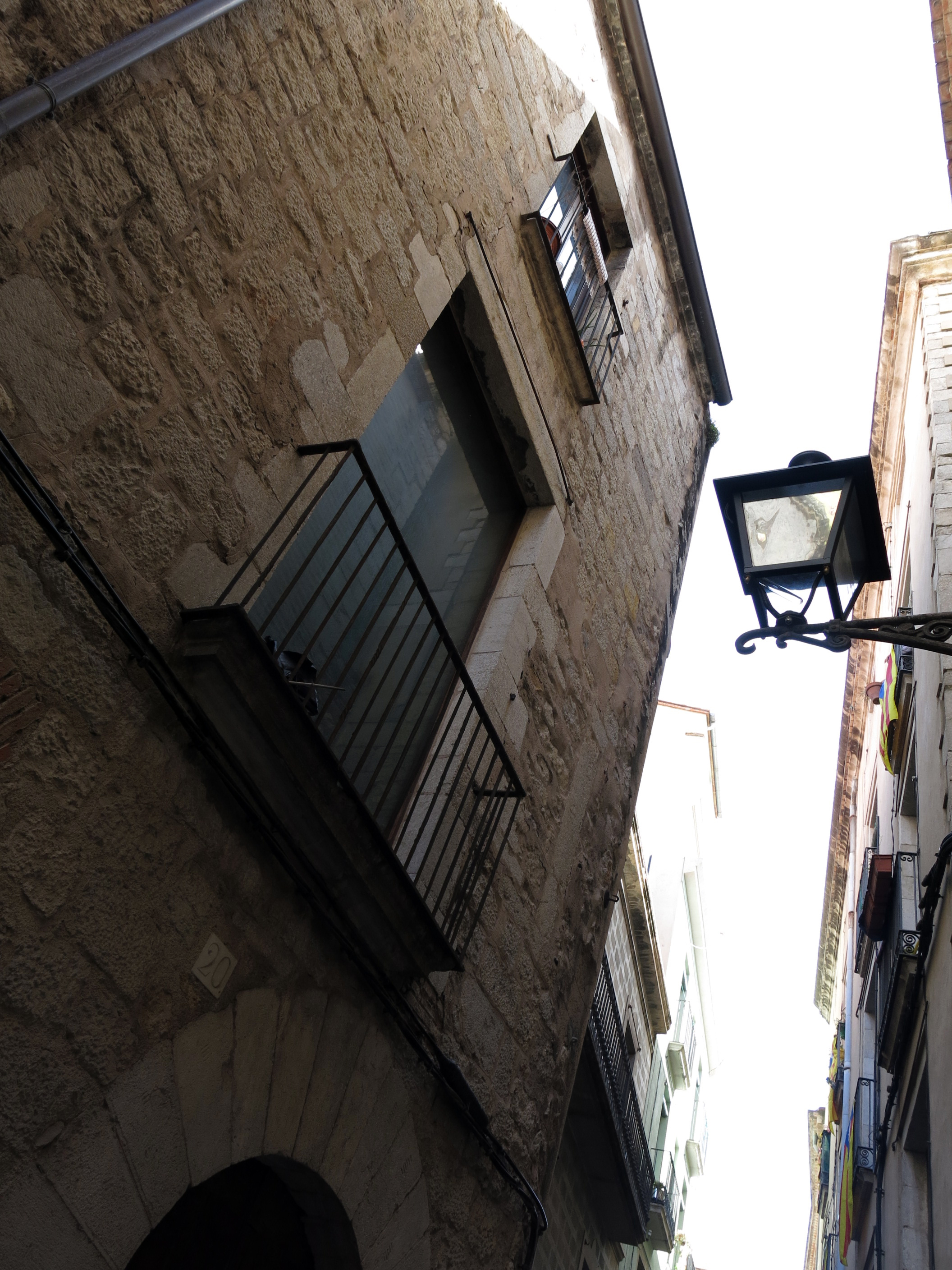
Habitatge al número 20 del carrer de la Força

L'edifici del número 20 del carrer de la Força forma part de l'Inventari del Patrimoni Arquitectònic de Catalunya. És un edifici de planta baixa i dos pisos que gira entorn d'un pati de cinc arcades de pedra d'arcs rebaixats, amb escala lateral esquerra. Les arcades donen sota la casa, semblant a un porxo. Al pati s'hi accedeix per una porta semidovellada aixecada del carrer. La façana a la Força, prèviament arrebossada, ha estat picada i deixa veure la pedra original i algunes obertures tapiades. Les actuals són de composició vertical, de balcons de llosanes, brancals i llindes planeres de pedra. Hi ha una senzilla finestra cantonera amb el carrer Cúndaro tapiada. La façana lateral del carrer Cúndaro és cega i sense composició.
Sembla que l'origen rau en un jueu dit Miquel Roca. El 1499 la comprà Joan Goner. La casa es ven i es compra successivament. Del segle xvi semblen les actuacions interiors marcades en llindes. A dins hi ha un escut sostingut per dos tinents, que representa una mà oberta encarada a l'espectador, emergint d'un mar indicat per línies ondulades. El 1554 Miquel Presas funda un benefici de Sant Jeroni. El 1876 pertanyia al cronista de la ciutat Enric Claudi Girbal i Nadal. L'any 1914 la va comprar el doctor Josep Mascaró i Juandó.